# Lijst van triatleten
Dit is een lijst van triatleten.

## A
- Faris Al-Sultan  GER
- Marko Albert  EST
- Kate Allen  AUT Olympisch Kampioen 2004
- Mark Allen  USA Zesvoudig winnaar Ironman Hawaï
- Eve Anderson  USA
- Yvonna Atsma  NED

## B
- Jan van Baar  NED
- Natascha Badmann  SUI
- Erin Baker  NZL
- Rob Barel  NED Meervoudig Nederlands, Europees en Wereldkampioen
- Rutger Beke  BEL
- Frédéric Belaubre  FRA
- Rahel Bellinga  NED
- Greg Bennett  AUS
- Lisa Bentley  CAN
- Olivier Bernhard  SUI
- Birgit Berk  NED
- Sander Berk  NED
- Renata Berková  CZE
- Nicole Best  NED
- Jim Beuselinck  BEL
- Brad Beven  AUS
- Carl Blasco  FRA
- Tanya de Boer  NED
- Wendy de Boer  NED
- Tiina Boman  FIN
- Johan Boonstra  NED
- Bas Borreman  NED
- Mik Borsten  NED
- Grant Boswell  USA
- Danne Boterenbrood  NED
- Marion van Boven  NED
- Andis Bow  USA
- Lori Bowden  CAN
- Chris Brands  NED
- Bianca Broers  NED
- Martin Breedijk  NED
- Henri ten Brinke  NED
- Lyn Brooks  USA
- Cameron Brown  NZL
- Vincent Bruins  NED
- Elizabeth Bulman  USA
- Cristián Bustos  CHI

## C
- Emma Carney  AUS
- Hamish Carter  NZL
- Jitske Cats  NED
- Leanda Cave  GBR
- Bella Comerford  GBR
- Sarah Coope  GBR
- Pauline Cound  RSA
- Peter Croes  BEL

## D
- JoAnn Dahlkoetter  USA
- Marie-Jose Dam  NED
- Johanna Daumas  FRA
- Tim DeBoom  USA Tweevoudig winnaar Ironman Hawaï
- Sophie Delemer  FRA
- Jeff Devlin  USA
- Bas Diederen  NED
- Bianca van Dijk  NED
- Richard van Diesen  NED
- Conny van Diest  NED
- Peter-Johan Dillo  NED
- Wolfgang Dittrich  GER
- Bevan Docherty  NZL
- Fiona Docherty  NZL
- Carla van der Does  NED
- Tim Don  GBR
- Jim Dreyer  USA
- Flora Duffy  BER
- John Dunbar  USA
- Bianca Duursma  NED

## E
- Sally Edwards  USA
- Christel van Eesbeek  BEL
- Ian Emberson  USA
- John Engele  NED
- Joanne Ernst  USA
- Ines Estedt  GER
- Jos Everts  NED

## F
- Michelle Fangmann  NED
- Henny Fidder  NED
- Desiree Ficker  USA
- Bert Flier  NED
- Heather Fuhr  CAN

## G
- Dmitriy Gaag  KAZ
- Edith Gerards  NED
- Bas de Geus  NED
- Ken Glah  USA
- Guido Gosselink  NED
- Dirk van Gossum  NED
- Stijn Goris  BEL
- Ronald de Graaf  NED
- Luciënne Groenendijk  NED

## H
- Gordon Haller  USA
- Kirsten Hanssen  USA
- Bas ten Harkel  NED
- Loretta Harrop  AUS
- Anne Haug  GER
- Manna Helsloot  NED
- Irma Heeren  NED
- Simone vd Heide  NED
- Frank Heldoorn  NED
- Thomas Hellriegel  GER
- Marc Herremans  BEL
- Chris Hinshaw  USA
- Gabriele Hirsemann  GER
- Christine Hocq  FRA
- Nadja Holstein  NED
- Stefan Hölzner  GER
- Wieke Hoogzaad  NED
- Otto Hoter  GER
- Kai Hundertmarck  GER
- Luc Huntjens  NED

## I
- Machiel Ittmann  NED

## J
- Eva Janssen  NED
- Michellie Jones  AUS
- Sione Jongstra  NED

## K
- Jerzy Kasemier  NED
- Janet ten Kate  NED
- Gabriele Keck  GER
- Fernanda Keller  BRA
- Hunter Kemper  USA
- Pauli Kiuru  FIN
- Henri Kiens  NED
- Marjan Kiep  NED
- Rachel Klamer  NED
- Karin Klaver  NED
- Dries Klein  NED
- Axel Koenders  NED
- Mariska Koenders  NED
- Gerda de Koning  NED
- Matthijs de Koning  NED
- Jorine Koopman  NED
- Ans Koot-Bon  NED
- Mark Koks  NED
- Charlotte Kolters  DEN
- Floris Jan Koole  NED
- Tamara Kozulina  UKR
- Lisebeth Kristensen  DEN
- Nina Kraft  GER
- Michael Krijnen NED
- Mariska Kramer-Postma  NED
- Martin Krňávek  CZE
- Arjen Kuper  NED
- Carl Kupferschmid  SUI

## L
- Susan Latshaw  USA
- Sigrid Lang  GER
- Julie Leach  USA
- Lothar Leder  GER
- Anssi Lehtinen  FIN
- Lyn Lemaire  USA
- Simon Lessing  GBR Meervoudig wereldkampioen 1/4 triatlon
- Luc Van Lierde  BEL Tweevoudig winnaar Ironman Hawaï en wereldrecordhouder
- Eric van der Linden  NED
- Barb Lindquist  USA
- Rolf Lautenbacher  GER
- Eneko Llanos  ESP
- Maximilian Longrée  GER
- Magnus Lönnqvist  FIN
- Feike Loots  NED
- Dennis Looze  NED
- Tracy Looze-Hargreaves  NED
- Raymond Lotz  NED
- Ingrid van Lubek  NED

## M
- Huub Maas  NED
- Kurt Madden  USA
- Edward Mahieu  NED
- Kate Major  AUS
- Mac Martin  USA
- Jan Manenschijn  NED
- Nick Marijnissen  NED
- Olivier Marceau  SUI
- Jan van der Marel  NED
- Kathleen McCartney  USA
- Chris McCormack  AUS
- Brigitte McMahon  SUI
- Chann McRae  USA
- Ilonka van der Meer  NED
- Lisa Mensink  NED/ CAN
- Magali Messmer  SUI
- Ilse Mittendorff  NED
- Anton Mol  NED
- Antoinette Molegraaf  NED
- Scott Molina  USA
- Julie Moss  USA
- Isabelle Mouthon-Michellys  FRA
- Rainer Müller-Hörner  GER
- Rob Musters  NED

## N
- Jitske Nauta  NED
- Kurt van de Nes  NED
- Chuck Neumann  USA
- Paula Newby-Fraser  USA
- Edith Niederfriniger  ITA
- Suzanne Nielsen  DEN
- Wim Nieuwkerk  NED
- Doina Nugent  IRL

## O
- Minke Oord  NED
- Julie Olson  USA
- Edwin Ophof  NED
- Dave Orlowski  USA
- Filip Ospalý  CZE
- Menno Oudeman  NED
- Tom Oosterdijk  NED

## P
- Silvia Pepels  NED
- Mike Pigg  USA
- Minouche van der Plas  NED
- Volodimir Polikarpenko  UKR
- Aletta Pomper  NED
- Inge Pool  NED
- Sylvaine Puntous  CAN
- Patricia Puntous  CAN

## Q
- Bryce Quirk  AUS

## R
- Lenka Radová  CZE
- Andreas Raelert  GER
- Iván Raña  ESP
- Jan Řehula  CZE
- Sven Riederer  SUI
- Lydie Reuze  FRA
- Peter Reid  CAN
- Peter Robertson  AUS
- Robin Roocke  AUS
- Gonny Rosendaal  NED
- Dave Rost  NED
- Huib Rost  NED
- Jenny Rose  AUS

## S
- Guido Savelkoul  NED
- Ute Schäfer  GER
- Harco Schaafsma  NED
- Gerrit Schellens  BEL
- Terry Schneider  USA
- Dave Scott  USA
- Danny Simons  BEL
- Torbjørn Sindballe  DEN
- Annemarie Smellink  NED
- Kathleen Smet  BEL
- Armand van der Smissen  NED
- Spencer Smith  GBR
- Karen Smyers  USA
- Marcel Snippe  NED
- Patrick Snijders  NED
- Sarah Springman  ENG
- Normann Stadler  GER Tweevoudig winnaar van de ironman Hawaï
- Gregor Stam  NED
- Greg Stewart  AUS
- Marcel Swart  NED
- Linda Sweeney  USA
- Mieke Suys  BEL
- Thea Sybesma  NED

## T
- Sheila Taormina  USA
- Simon Thompson  AUS
- Tiedo Tinga  NED
- Scott Tinley  USA
- Jeff Tinley  USA
- Jenette Tolhoek  NED
- Rik van Trigt  NED
- Jim Thijs  BEL

## U
- Eva Ueltzen  USA

## V
- Petr Vabroušek  CZE
- Marino Vanhoenacker  BEL
- Benny Vansteelant  BEL
- Geurie Vastenburg  NED
- Paul Verkleij  NED
- Marco Vernooij  NED
- Henny Verdonk  NED
- Els Visser  NED
- Marion Visser  NED
- Marianne Vlasveld  NED
- Yvonne van Vlerken  NED
- Jacqueline van Vliet  NED
- Esther de Vries  NED
- Stephan Vuckovic  GER

## W
- Tom Warren  USA
- Greg Welch  AUS
- Robert van der Werff  NED
- JulieAnne White  CAN
- Simon Whitfield  CAN
- Susan Williams  USA
- Katinka Wiltenburg  NED
- Bianca van Woesik  AUS
- Christine de Wit  NED

## Z
- Marcel Zamora  ESP
- Jürgen Zäck  GER
- Marijke Zeekant  NED
- Ralph Zeetsen  NED
- Joanna Zeiger  USA
- Lucie Zelenková  CZE
- Ben van Zelst  NED
- Irma Zwartkruis  NED
- Ada van Zwieten  NED